# Col·legiata de Santillana del Mar
La col·legiata de Santa Juliana de Santillana del Mar, comunitat autònoma de Cantàbria (Espanya), a la qual deu el seu nom aquesta localitat càntabra (San Juliana - Santillana), és un dels monuments romànics més representatius de la regió. Fou declarada Monument Nacional l'any 1889.
Suposadament, la jove Juliana de Nicomèdia va ser martiritzada a l'Àsia Menor (avui Turquia) durant les persecucions empreses per l'emperador Dioclecià a la fi del segle iii, i les seues restes portades en el segle ix a aquest lloc per alguns monjos pelegrins. Ja en aqueix moment (els documents ho situen el 870), es va construir una ermita sota l'advocació de la santa on custodiar i venerar les seues relíquies, i després un cenobi que va prosperar sota la protecció de la noblesa local. Va ser el rei Ferran I de Lleó, el 1045, qui li va donar l'impuls definitiu per atorgament d'importants privilegis, un dels quals va consistir a posar sota sobirania del seu abat la vila i les seues possessions.
El temple primitiu va ser substituït en època romànica, per la qual cosa, amb diversos afegits i reformes, s'ha conservat fins avui, que data del segle xii. En els seus orígens, va constituir un monestir benedictí, però en el segle xi va adquirir el rang de col·legiata regida per una comunitat de canonges de sant Agustí.

## Arquitectura
- Absis
- Detall de la portada

L'esquema constructiu respon al d'una església de tres naus de quatre trams i transsepte, tres absis semicirculars, una torre cilíndrica, i cimbori sobre el creuer. Es completa el conjunt amb un claustre i les dependències abacials. La nau central és de major amplària que les laterals i igual a la del transsepte, per la qual cosa el creuer presenta planta quadrada. Els braços del transsepte no sobresurten dels murs laterals, de manera que no s'aprecien a l'exterior. Les capçaleres de les tres naus estan constituïdes per sengles absis semicirculars escalonats. Als peus de la nau principal, es va alçar una torre campanar de planta quadrada que a l'exterior és de similar aspecte que la que s'alça sobre el creuer, donant una imatge de simetria a qui observa l'església des de la façana meridional.
En l'aspecte formal i decoratiu, cal esmentar l'existència d'una portada principal oberta en el lateral sud que permet l'accés des de la plaça, i altra en el mur nord que comunica l'església amb el claustre. Com a rematada de la primera, es va disposar en època posterior un frontó triangular d'aire renaixentista reemplaçant el ràfec romànic originari sobre permòdols; mostra una fornícula que conté la imatge de santa Juliana en actitud de sotmetre el dimoni. Tampoc no és original la galeria de quinze arcs que corre per la part superior del llenç sud. L'eixamplament de la portada està format per arquivoltes adovellades llises; per damunt, s'alineen una sèrie de figures humanes bastant deteriorades, i en destaca en el centre una màndorla sostinguda per quatre àngels, en la qual s'emmarca un pantocràtor sedent.

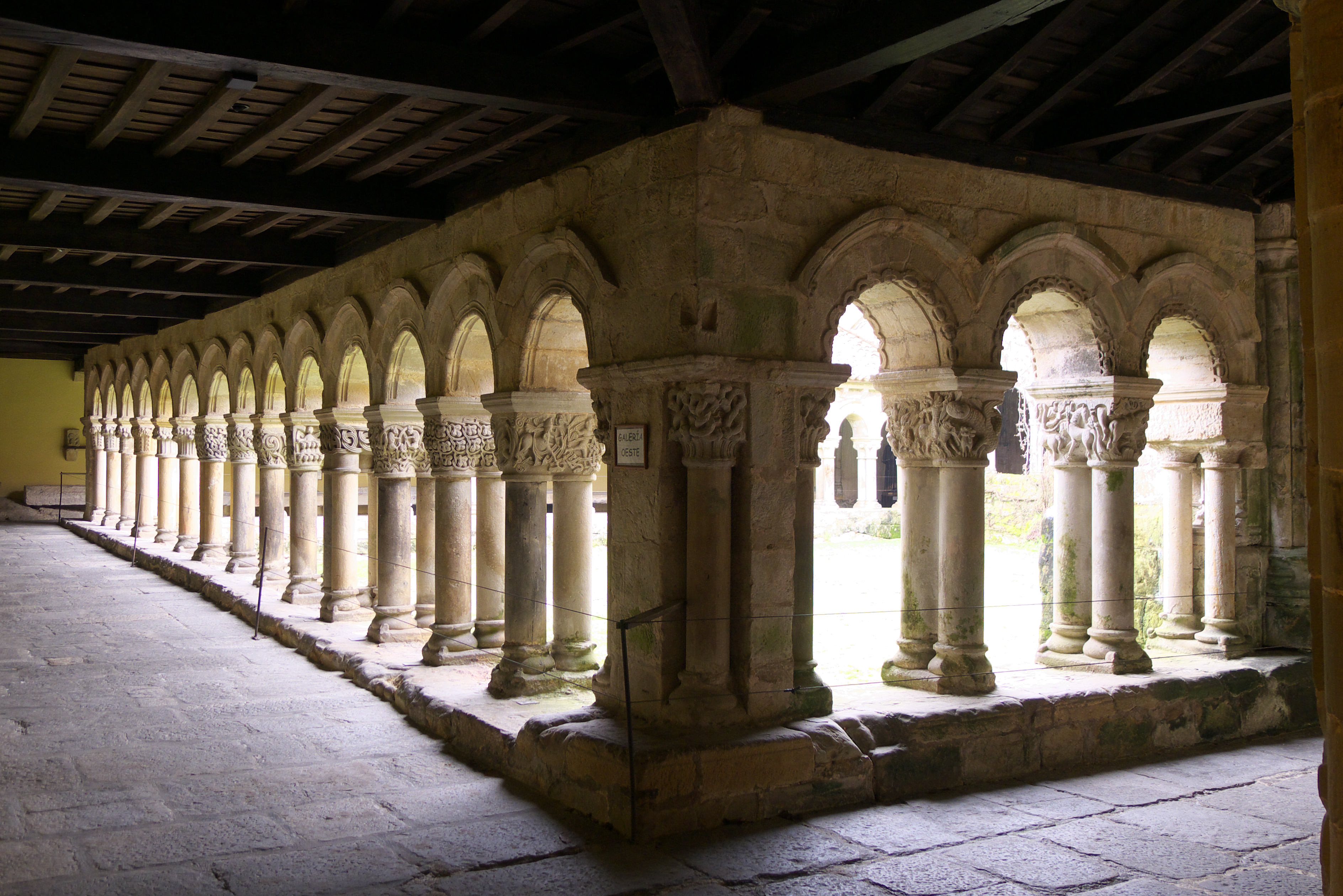
Claustre

El cobriment de les naus s'efectua mitjançant voltes de creueria, i el dels braços del transsepte mitjançant voltes de canó; els absis es cobreixen amb voltes de forn. Sobre el creuer, s'alça un cimbori en forma de torre quadrada, en l'interior de la qual, a un nivell inferior al de la teulada, es disposa una cúpula descentrada que dona suport sobre petxines.

### Claustre
Un element d'especial interès, el constitueix el claustre adossat a la fi del segle xii i principis del xiii al mur nord de l'església. En una primera fase, s'alçaria l'ala sud i una part de l'ala oest; ja entrat el segle xiii, es completaria aquesta ala i es construiria l'ala nord. El costat est és d'època posterior (segle xvi) i no segueix les directrius de l'estil romànic.
Les galeries primitives estan formades per arcs de mig punt suportats per columnes aparellades o quàdruples. En total, tenen 43 capitells, dels quals els més antics, els del costat sud i primer tram del costat oest, són historiats amb talles d'apreciable mèrit, mentre que els més recents presenten temes vegetals.